# Марко Фу
Марко Фу (на китайски: 傅家俊, на пинин: Marco Fu) е професионален играч на снукър от Хонконг, Китай.
Фу става професионалист в снукъра през 1998 г. и още през същата година достига до финал на Гран При. Това, както и представянето му през следващите 2 сезона бързо го изпращат в челото на световната ранглиста. Така той достига до 15-а позиция през сезон 2001/02. През следващия сезон Фу не успява да си пробие път по-напред в световната ранглиста и още през следващия сезон бавно започва да изпада от челото на класацията.
Преди началото на Световното първенство през 2006 г. има сериозни съмнения за излизането на Марко Фу от топ 32 на световната ранглиста, тъй като в първия си мач на първенството Фу има за съперник Алан МакМанъс, класиран на 12-о място през сезон 2005/06. За изненада на публиката Марко Фу прави най-доброто си представяне в Театър Крусибъл като достига до полуфиналите на първенството. Той е и единственият квалификант достигнал до полуфинала на това първенство. По пътя си Фу отстранява Алан МакМанъс с 10 на 3 фрейма, Стивън Магуайър с 13 на 4 фрейма и поставяния на 2-ро място в предварителната ранглиста преди началото на мача, Кен Дохърти с 13 на 10 фрейма. На полуфинала Марко Фу играе срещу Питър Ебдън и техният мач се превръща в един от най-оспорваните на цялото първенство. Ебдън повежда в този мач с резултат 15 на 9, но Фу печели следващите шест фрейма и изравнява. В крайна сметка мачът е решен в последния възможен 33-ти фрейм. Марко Фу отпада от Ебдън със 17 на 16 фрейма.
Доброто представяне на Марко Фу продължава и през 2007 г. като отново след 9 години успява да достигне до финала на Гран При. Този път Марко не пропуска своя шанс и успява да победи „ракетата“ Рони О'Съливан с 9 на 5 фрейма и по този начин да спечели първия си ранкинг турнир в своята кариера.
През сезон 2008/09 Марко Фу достига финал на Британското първенство, който обаче губи от Шон Мърфи с 10 - 9 фрейма в зрелищен двубой след като цял мач изостава с 1-2 фрейма, а в един момент повежда с 9 - 8. Поп пътя си към този мач Фу постига победи последователно над Бари Хокинс (9 - 6), Матю Стивънс (9 - 5), Джо Пери (9 - 7) и Алистър Картър (9 - 7) фрейма.

## Сезон 2009/10
| Турнир                    | Резутат | Спечелени пари | Ранкинг точки | Най-голям брейк | 100+ брейк | 50+ брейк | Брой спечелени срещи |
| ------------------------- | ------- | -------------- | ------------- | --------------- | ---------- | --------- | -------------------- |
| Шанхай мастърс 2009       |         | £              |               |                 |            |           |                      |
| Гран При 2009             |         | £              |               |                 |            |           |                      |
| Британско първенство 2009 |         | £              |               |                 |            |           |                      |
| Мастърс 2010              |         | £              |               |                 |            |           |                      |
| Първенство на Уелс 2010   |         | £              |               |                 |            |           |                      |
| Първенство на Китай 2010  |         | £              |               |                 |            |           |                      |
| Световно първенство 2010  |         | £              |               |                 |            |           |                      |
| Общо                      |         | £              |               |                 |            |           |                      |